# 渦流
渦流又稱「漩渦」，是一個漩渦型的水漩，由反水流的活動形成。絕大多數的渦流，不是很強大。強大的渦流被稱為大漩渦（Maelstrom），但和渦流是同一個原理，所有有下沉氣流的渦流亦可稱為渦旋（Vortex）。海洋渦流通常是由潮汐引起的，非常小的渦流可以很容易地在浴缸或水箱排水時看到。但這些都和自然形成的渦流性質非常不同。渦流也出現在許多瀑布的下游，著名的例子有尼亞加拉大瀑布。這些渦流相當強，在窄淺的海峽，快速流動的水也會創造強大的渦流，例如日本淡路島與四國島之間鳴門海峽的鳴門漩渦。
在流体力学中，涡流存在一个在r趋近0的区域内像刚体作整体旋转，类似于半径为r0的涡束，通常称为涡核，核外流体流动满足不可压缩流体连续性方程与无旋流动条件。热力学中涡流管也是涡流在生活中的应用。

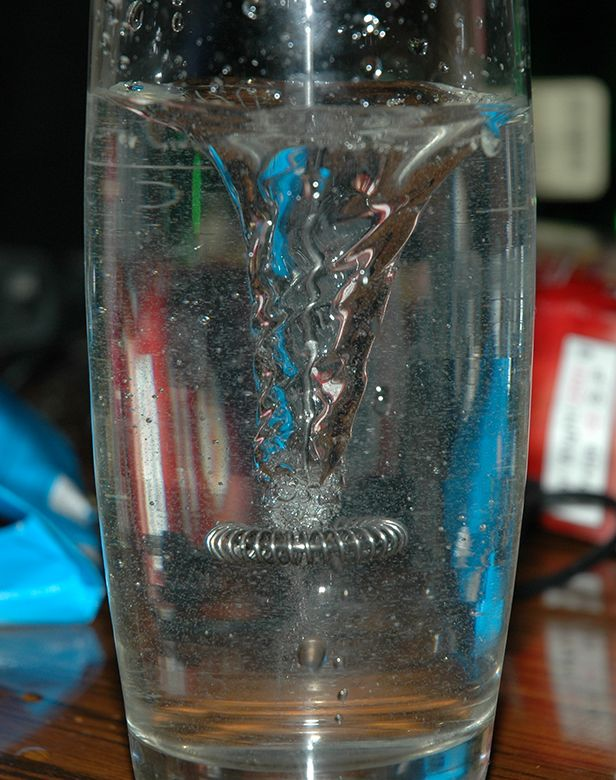
在杯中的渦流
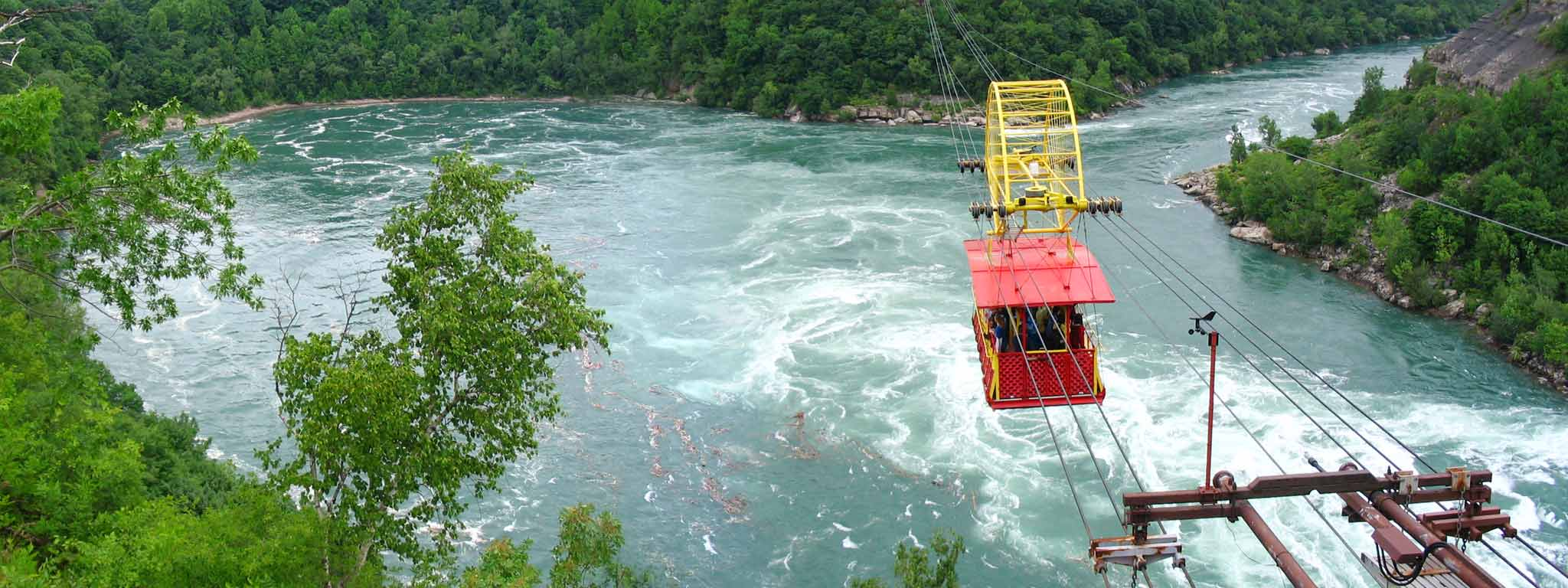
尼亞加拉大瀑布下游

## 其它含义
涡电流有时简称涡流。